# Grab des Djer

Plan des Grabes des Djer

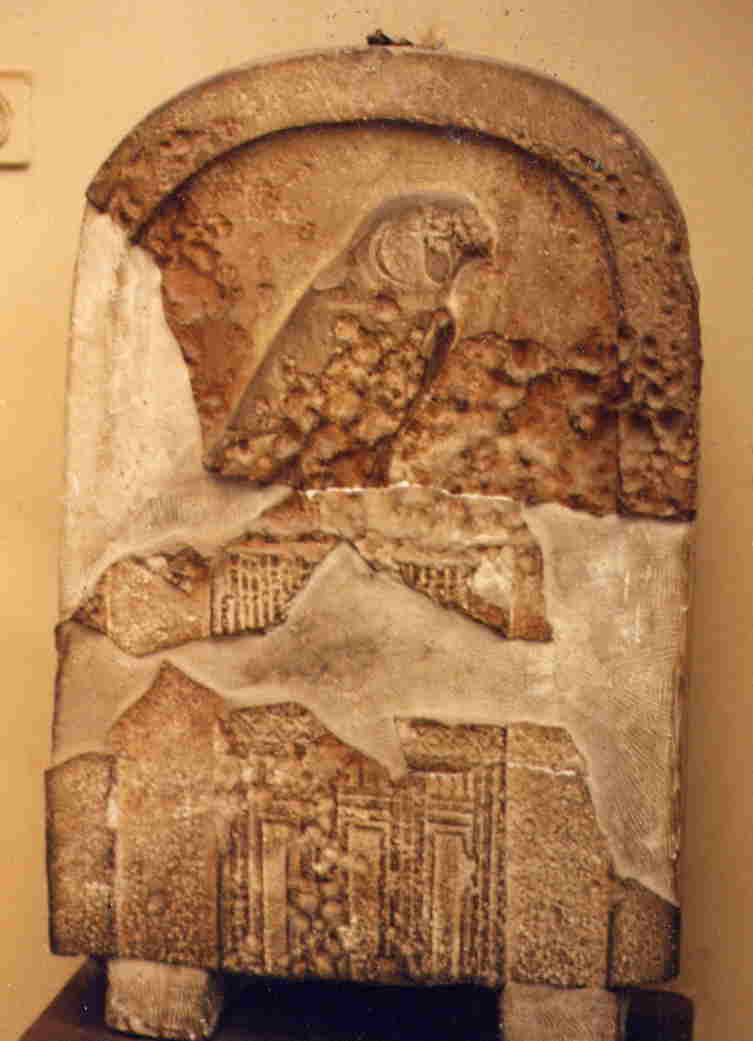
Stele des Djer

Das Grab des Djer (Grab O) befindet sich in Abydos (Ägypten) in dem Umm el-Qaab genannten Teil der Nekropole. Djer war der zweite oder dritte Herrscher der 1. Dynastie und regierte um 2980 v. Chr.
Das Grab besteht aus einer rechteckigen, mit Lehmziegeln ausgemauerten Grube, die 10,4 × 9,2 m² groß und 2,54 m tief ist. An drei Wänden der Kammer finden sich Nischen. Die Mitte der Kammer war einst mit Holz verkleidet, wobei die Nischen außen blieben. Um die Grabkammer herum fanden sich 334 Kammern für Nebenbestattungen und Magazine in verschiedenen Reihen angelegt. Es handelt sich um die höchste Zahl bisher belegter Nebenbestattungen an dem Grab eines ägyptischen Herrschers. Diese Bestattungen fanden sich zu einem großen Teil schon stark beraubt. Bei einigen der Nebenbestattungen wurden auch Stelen des hier bestatteten Hofstaates gefunden. 
Spätestens seit der 13. Dynastie hielt man das Grab für die Bestattung des Gottes Osiris und es wurde ein Bild des Gottes in der Grabkammer aufgestellt, das ihn liegend auf einer Bahre zeigt. In späterer Zeit wurde auch eine einfache Treppe, die hinab in die Grabkammer führt, errichtet. König Apries (589 v. Chr. bis 570 v. Chr.) errichtete hier eine Kapelle. Vor allem zahlreiche Keramik des Neuen Reiches und späterer Zeiten belegen den Osiriskult an diesem Grab (aber auch an anderen Grabanlagen in Umm el-Qaab). Am Grab müssen einst zwei Stelen des Djer gestanden haben, von denen noch eine gefunden wurde.
Wegen der späteren Wiederbenutzung fanden sich nur wenige Reste der originalen Grabausstattung. Besondere Aufmerksamkeit verdient der Arm einer Mumie, an der sich noch vier zum Teil aus Gold bestehende Armbänder fanden.
Am Wüstenrand stand ein Talbezirk. Er ist nur schlecht erhalten, hatte aber eine Mauer, die ein Gebiet von etwa 96,2 × 53,8 m umfasste. Die Mauer war etwa 3,25 m dick. Im Norden und Osten gab es Tore. Im Inneren der Einzäunung fanden sich Reste eines Tempels. Um die Anlage lagen 269 Nebenbestattungen in zwei Reihen. Diese sind gemeinsam errichtet worden, indem Gräben ausgehoben wurden, die dann mit Lehmziegeln ausgemauert wurden.